# Mario Sironi

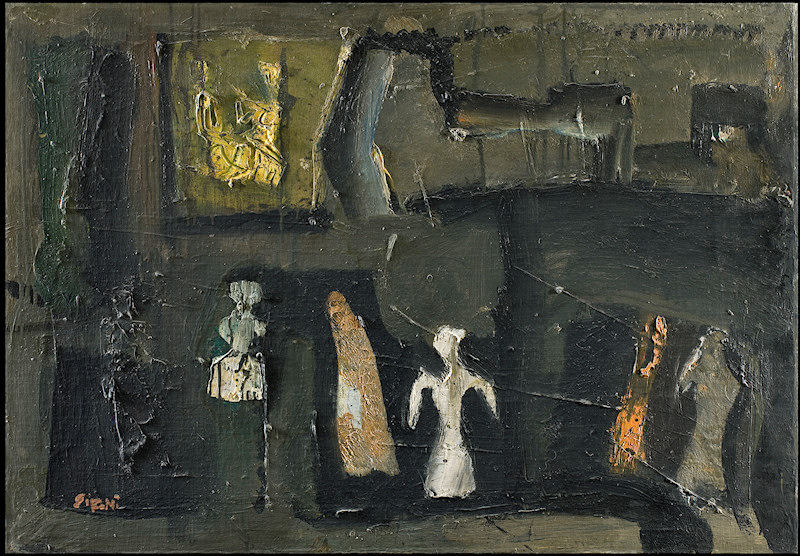
Composizione (auch Composizione e figure), 1957, Fondazione Cariplo

Mario Sironi (* 12. Mai 1885 in Sassari auf Sardinien, Italien; † 15. August 1961 in Mailand) war ein italienischer Maler des Futurismus und Mitgründer der Künstlergruppe „Novecento“.

## Leben
Als Sohn von Giulia Sironi (1860–1943), Tochter des Professors Ignazio Villa aus Florenz und Enrico Sironi (1847–1898), Ingenieur des Staatlichen Bauamts, der aus der Gegend von Como stammte und sich wegen eines Urbarmachunsgprojektes in Sardinien aufhielt, wurde Mario Sironi als zweites von sechs Kindern in Sassari geboren. Bereits ein Jahr nach seiner Geburt zog die Familie nach Rom, wo Mario Sironi die Grund- und Oberschule besuchte. Nach seinem Abschluss an der Technischen Oberschule begann er 1902 ein Studium an der Fakultät für Ingenieurwesen der Universität Rom. Schon 1903 brach er jedoch dieses Studium ab, um sich ausschließlich der Malerei zu widmen und an einer privaten Kunstschule in der Via di Ripetta in Rom zu studieren.
In Rom lernte er die Künstler Umberto Boccioni (1882–1916), Gino Severini (1883–1966) und Filippo Tommaso Marinetti (1876–1944) kennen, mit denen er fortan eine enge Freundschaft pflegte. Mit Boccioni reiste er im Jahr 1908 durch Frankreich und Deutschland. Mit seinen frühen Arbeiten, die Anklänge an den Kubismus zeigen, lehnte er sich eng an Boccioni und Severini an, später wurden seine Arbeiten abstrakter. Im Jahr 1913 unternahm er eine Studienreise nach Paris. Erst im Jahr 1915 wurde Sironi offiziell in den Kreis der futuristischen Maler aufgenommen, 1916 stellte er sechzehn seiner Werke in der «Freien Futuristischen Ausstellung» in Rom aus.
Nach dem Eintritt Italiens in den Ersten Weltkrieg meldete sich Sironi freiwillig zum Militärdienst, konnte aber seine Arbeit fortsetzen. Ab dem Jahr 1916 veröffentlichte die Zeitschrift Avvenimenti regelmäßig Kriegszeichnungen von Sironi. Kurz vor Kriegsende malte er Bilder, die der Pittura metafisica zuzuordnen sind.
Sironi begann sich nach dem Krieg, in dem er seinen Freund Boccioni verloren hatte, von den Futuristen zu entfernen, die sich unter Marinetti nun vor allem der Politik verschrieben hatten. 1918/19 zog er nach Mailand, wo er sich als Kunstkritiker und Illustrator betätigte.
Im Jahr 1922 begann Sironi für Mussolinis Tageszeitung Il Popolo d’Italia Kunstkritiken zu verfassen. Im selben Jahr war er neben Achille Funi, Ubaldo Oppi und anderen Künstlern Mitbegründer der Bewegung «Novecento Italiano».
Durch seine guten Beziehungen zum faschistischen Regime erhielt Sironi zahlreiche Aufträge für Wanddekorationen, Reliefs, sowie Glasfenster und Mosaiken. Seine monumentalen, heroisierenden Wandgemälde trugen ihm zwar nach dem Krieg Kritik ein, konnten jedoch seinen künstlerischen Rang nicht wesentlich schmälern. So wurden seine Werke u. a. auch auf der documenta 1 (1955), der documenta II (1959) und der documenta III (1964) in Kassel gezeigt.